# Yakky Doodle
Yakky Doodle (no Brasil: Patinho Duque) é uma série de desenho animado americano criado e produzido pela dupla William Hanna e Joseph Barbera.
Inspirado em Quacker, patinho que aparece em vários curtas de Tom e Jerry, Duque estreou num dos curtas de Bibo Pai e Bob Filho, que fazia parte de um dos segmentos do Pepe Legal e em 1961, passou a ter seu próprio segmento no Show do Zé Colméia contando as suas aventuras junto com o buldogue Chooper.

## História
Yakky Doodle é um patinho antropomórfico (animal com características humanas) que passa a morar com o amigo, o buldogue Chooper, a qual ele sempre chama quando se encontra em algum tipo de perigo ou às vezes vem em socorro do patinho quando sente que algum predador está querendo jantar o seu amiguinho. O buldogue Chopper é o melhor amigo do Yakky Doodle e faz de tudo para não ferir os sentimentos do patinho, principalmente quando o patinho tenta, com muito esforço, conseguir voar novamente.
Um dos principais inimigos do patinho é sem dúvida uma raposa chamada Fibber Fox, possuidor de uma grande dose de esperteza e que vive planejando diversas maneiras de capturar o patinho, mas sempre acaba sendo descoberto pelo buldogue Chopper e assim levando uma boa surra do buldogue. Outro inimigo do patinho é um gato chamado simplesmente de The Cat, que tem um comportamento similar a raposa, sempre tentando apanhar o pobre pássaro, mas sempre acaba sendo descoberto pelo Chopper ou então pela da casa onde ele mora. Tem também um vilão secundário, um jacaré chamado Alfy Gator, que tenta capturar o patinho simplesmente porque seu guia de gourmet recomenda um pato assado. Ele é um vilão excessivamente detalhista e muitos autores afirmam que ele foi inspirado no grande diretor Alfred Hitchcock, já que ele imita muitos detalhes dele, principalmente da série em que ele anfitrião chamado “Alfred Hitchcock Presents”. Há ocasiões também que Alfy Gator se alia a Fibber Fox, para juntos tentar apanhar o patinho.
É uma história de amizade desses dois animais, e Chopper defende tanto o amiguinho pato que, nas cenas de violência, onde ele bate na raposa, Chopper pede para o patinho tampar os olhos para não ver. Foi e ainda é um dos desenhos mais carismáticos da Hanna-Barbera, cativando muitas pessoas, que ficaram fãs do meigo Duque e do fiel Chopper. Depois que a sua série foi encerrada ele continuou participando de outras séries e filmes da Hanna-Barbera, nos anos 70 e 80, como no telefilme A Arca do Zé Colméia e nas séries como A Turma do Zé Colméia, Os Ho-ho-límpicos, entre outros.

## Outras aparições
- Em 1972, Patinho Duque (dublado por Walker Edmiston) apareceu no filme de TV A Arca do Zé Colméia (que fazia parte do The Saturday Superstar Movie ABC).
- Patinho Duque apareceu em três Episódios da A Turma do Zé Colméia (Os Irmãos inveja, Capitão Swipe, Mr. Sloppy).
- Em 1970, Patinho Duque apareceuem em Os Ho-ho-límpicos, como um membro da equipe do Zé Colméia.
- Patinho Duque apareceu também no especiail de televisão O Primeiro Natal do Zé Colméia.
- Em 1986, Patinho Duque & Chooper apareram no episódio "Snow White and The 7 Treasure Hunters" da série animada Yogi's Treasure Hunt.
- Recentemente, Patinho Duque fez aparições em Harvey Birdman, Attorney at Law.

## Vozes
- Patinho Duque: Jimmy Weldon
- Chopper: Vance Colvig
- Janjão, a Raposa: Daws Butler
- Alfie Gator: Daws Butler